# Black Dynamite (série de televisão)
Black Dynamite é uma série de televisão de comédia animada para adultos americana, do gênero blaxploitation, desenvolvida por Carl Jones para o bloco de programação noturno Adult Swim do Cartoon Network. É baseado no filme homônimo de 2009, embora a série siga uma continuidade alternativa. Michael Jai White, Byron Keith Minns, Tommy Davidson e Kym Whitley reprisam seus papéis no cinema como Black Dynamite, Bullhorn, Cream Corn e Honeybee, respectivamente. Cedric Yarbrough também repete seu papel no cinema como o cafetão de estilo faroeste Chocolate Giddy-Up, junto com Jimmy Walker Jr. como o dono do restaurante Roscoe e Arsenio Hall como o cafetão Tasty Freeze.
Black Dynamite foi anunciado logo após o lançamento do filme original. Seu piloto de 10 minutos foi lançado no Adult Swim Video em 8 de agosto de 2011 antes de estrear no bloco do canal em 15 de julho de 2012. A série terminou em 10 de janeiro de 2015 com um total de 2 temporadas contendo 20 episódios no total.

## Premissa
A série, ambientada na década de 1970, é predominantemente uma paródia e uma homenagem ao cinema blaxploitation. O show continua a história de Black Dynamite, Bullhorn, Cream Corn e Honey Bee enquanto eles se envolvem em desventuras perigosas e exageradas, às vezes envolvendo celebridades como Michael Jackson, O.J. Simpson, Bill Cosby, Sidney Poitier, Richard Pryor, Don Cornelius, Dick Clark, Spike Lee, Mr. T, Orphan Arnold, James Brown, Isaac Hayes, Bob Marley, Bo Derek, Rick James, Elvis Presley, Fred Rogers, John Wayne Gacy, J. Edgar Hoover e muitos outros, bem como o inimigo recorrente de Black Dynamite, o presidente Richard Nixon, que também foi o principal vilão do filme. A série faz referências ao filme original Black Dynamite, como o Fiendish Dr. Wu como o líder de um grupo de ninjas; a série se passa antes dos eventos do filme, já que alguns personagens do filme que foram mortos estão vivos na série (notavelmente Bullhorn e Cream Corn). Isso é reforçado em um episódio, onde Cream Corn prevê sua própria morte futura enquanto está em um helicóptero.

## Elenco de voz

### Elenco principal
- Michael Jai White como Black Dynamite, Jim Kelly
- Byron Keith Minns como Bullhorn, Lionhorn, Rudy Ray Moore, Singer, Tuskegee Airmen
- Kym Whitley como Honeybee, Tinbee, Old Lady
- Tommy Davidson como Cream Corn, Scarehorn, The Boss Man, Red Light

### Vozes adicionais
- Carlos Alazraqui como Helicopter Pilot
- Tichina Arnold como Tinbee's Singing Voice
- Erykah Badu como Fatback Taffy, Fat Hoe Crow, Rita Marley, Wolf
- Eric Bauza como The Fiendish Dr. Wu, Chinatown Assassin, R.A.C.I.S.T., Sidney Poitier, Dick Clark, Newscaster, Child, Reporter
- Liz Benoit como Foxxy Mama
- Tae Brooks como Michael Jackson
- Corey Burton como Dennis Flynn, Fred Rogers, Phil Drummond
- Chance the Rapper como Bob Marley
- Michael Colyar como Sweet Butter
- Affion Crockett como Joe Jackson
- DeRay Davis como Ninja, Isaac Layes, Ringo Mandingo
- John DiMaggio como Rip Tayles, Female Cop, J. Edgar Hoover, Rump Rangers Human Horse, Various Gay People
- Godfrey como Al Sharpton
- David Alan Grier como The Doctor
- Eddie Griffin como Richard Pryor, Paul Mooney
- Arsenio Hall como Tasty Freeze
- Samuel L. Jackson como Captain Quinton
- Carl Jones como Frank the John, Crenshaw Pete, Puppet Minion, Shark Victim, Stuey Fig Newton, Reverse Strip Club Announcer, The Mayor of Beach City, Teacher, Laughing Prisoner, James Brown, Thick James
- Orlando Jones como Basehead, Flying Junkie, Stuey's Brother
- Rochelle Jordan como Cindy Breakspeare
- Sean Kingston como Dexter, Saint
- Jonathan Kite como Richard Nixon, Henry Kissinger, James Bonds (Sean Connery e Roger Moore), News Reporter, Elvis Presley
- Phil LaMarr como Muhammad Ali
- Lil' Mo como Offscreen Nurse, Horse Carriage Woman, Teacher, Rondell's Mom
- Luenell como Moms Mabley
- Mel B como Connie Lingus
- Hugh Moore como Lamont
- Charlie Murphy como Another Cat Named Rallo, Another Slave Cat Named Rallo
- Tim Blake Nelson como Chief Humphrey Magillahorn, The Wicked Bitch of the West Side, Donald Sterling, Television Executive, Cracker Cop, Adult Film Director
- Georgette Perna como Kids
- Clifton Powell como Crenshaw the Slime, Daddy Dynamite
- Donnell Rawlings como  A Cat Named Rallo, A Slave Cat Named Rallo
- Christopher "Kid" Reid como John the John, Sun Tzu, Black Leprechaun, Jamaica Labour Party Member
- Kevin Michael Richardson como Melvin Van Peebles, Don Cornelius, Bill Cosby, Fred Berry
- Eddie Rouse como Spike Lee
- J. B. Smoove como That Frog Kurtis, That Bastard Kurtis, the Frogs of Incense
- Snoop Dogg como Leroy Van Nuys
- Aries Spears como Mr. T, O. J. Simpson
- Cree Summer como Li'l Orphan Willis
- Tiffany Thomas como Li'l Orphan TerRio
- Greg Travis como Ku Klux Klan Grand Wizard
- Tyler, the Creator como Broto
- Waka Flocka Flame como Waka Blocka Blaow
- Jason Walden como Dennis Flynn
- Tionne "T-Boz" Watkins como Pam Grier, Reverse Stripper
- Billy West como MASA Scientist
- Denzel Whitaker como Donald the Accountant, Jermaine Jackson
- Dennis L. A. White como Arnold's Stomach
- Gary Anthony Williams como George Washington Carver III, Radio DJ, Reporter, Howard Cosell
- Debra Wilson como Amazon Moon Bitch Leader, Lil' Orphan Penny, Eartha K.I.T.T., Euphoria, Li'l Orphan Arnold, Li'l Orphan Dudley Li'l Orphan Rodney King, Li'l Rodney Munchkins, Givinya Morehead, Child Services Lady, Hotel Employee, Hoe Crows
- Cedric Yarbrough como Chocolate Giddy-Up

## Episódios

### Piloto (2011)
O episódio piloto tem apenas onze minutos de duração e foi lançado no Adult Swim Video em 8 de agosto de 2011, e estreou na televisão mais de um ano depois, em 2 de setembro de 2012.
| Título | Dirigido por | Escrito por            | Exibição original   | Cód. de produção | Audiência US (milhões) |
| --- | ------------ | ---------------------- | ------------------- | ---------------- | ---------------------- |
| "Trouble on Puppet Street" "Piloto" | Juno Lee     | Carl Jones & Brian Ash | 8 de agosto de 2011 | 101              | 1.21                   |
| Black Dynamite é designado pela CIA para impedir That Frog Kurtis (dublado por J. B. Smoove), um fantoche desonesto de um programa educacional, de executar seu plano diabólico de manipular crianças na televisão nacional. Estrelas convidadas: Carlos Alazraqui, Corey Burton, Clifton Powell, J. B. Smoove |              |                        |                     |                  |                        |

### Temporada 1 (2012)
| N.º geral | N.º na temp. | Título                                                                            | Dirigido por                | Escrito por                    | Exibição original      | Cód. de produção | Audiência US (milhões) |
| --- | ------------ | --------------------------------------------------------------------------------- | --------------------------- | ------------------------------ | ---------------------- | ---------------- | ---------------------- |
| 1 | 1            | "Jackson Five Across Yo' Eyes" "Just Beat It"                                     | Carl Jones & Justin Ridge   | Carl Jones & Brian Ash         | 15 de julho de 2012    | 103              | 1.69                   |
| Depois que Cream Corn salva o jovem Michael Jackson (dublado por Tae Brooks) de uma tentativa de assassinato (sem ajudar Black Dynamite e sua turma a lutar contra uma trupe de ninjas negros), ele e o pequeno astro pop se tornam bons amigos. No entanto, quando Michael irrita Black Dynamite, Cream Corn vai embora, apenas para ser submetido aos abusos físicos de Jackson, que todos descobrem ser, na verdade, um alienígena tentando dominar o mundo. Estrelas convidadas: Eric Bauza, Tae Brooks, Affion Crockett, DeRay Davis, Denzel Whitaker, Debra Wilson, Cedric Yarbrough |              |                                                                                   |                             |                                |                        |                  |                        |
| 2 | 2            | "Murder She Throats" "Bullhorn Nights"                                            | Carl Jones & Nate Clesowich | Carl Jones                     | 22 de julho de 2012    | 102              | 1.89                   |
| Em Black Dynamite, Bullhorn se infiltra na indústria pornográfica como a falante e rimada "Sweet Throat" para investigar uma série de assassinatos envolvendo estrelas pornô negras. Eles logo descobrem um plano para impedir o primeiro pornô interracial do mundo, mas Bullhorn acha a vida de celebridade atraente demais para ajudá-los.. Estrelas convidadas: DeRay Davis, Tim Blake Nelson, Clifton Powell, Greg Travis, Debra Wilson, Cedric Yarbrough |              |                                                                                   |                             |                                |                        |                  |                        |
| 3 | 3            | "Taxes and Death" "Get Him to the Sunset Strip!"                                  | Carl Jones & Justin Ridge   | Brian Ash & Carl Jones         | 29 de julho de 2012    | 101              | 1.74                   |
| Ao descobrir que deve US$ 60.000 em impostos ao IRS, Black Dynamite decide aceitar um trabalho do qual logo se arrependerá: escoltar um Richard Pryor (dublado por Eddie Griffin) viciado em drogas e emocionalmente instável até a Sunset Strip para a maior apresentação de comédia de sua carreira.. Estrelas convidadas: Eric Bauza, Corey Burton, Eddie Griffin, Orlando Jones, Denzel Whitaker, Debra Wilson |              |                                                                                   |                             |                                |                        |                  |                        |
| 4 | 4            | "The Dark Side of the Dark Side of the Moon" "A Crisis for Christmas"             | Carl Jones & Nate Clesowich | Scott Fuselier & Carl Jones    | 5 de agosto de 2012    | 104              | 1.65                   |
| Quando Black Dynamite descobre que não gosta dele durante o Natal, ele descobre que precisa se tornar mais simpático imitando o homem que ele mais odeia por roubar sua cena: O. J. Simpson (dublado por Aries Spears). Ele se junta a O. J. em uma missão lunar, mas quando O. J. desiste no último minuto, Black Dynamite fica preso no espaço no momento em que o foguete explode em um grande defeito, fazendo todos acreditarem que ele está morto. Estrelas convidadas: Myles Brown, Corey Burton, Jonathan Kite, Aries Spears, Billy West, Debra Wilson |              |                                                                                   |                             |                                |                        |                  |                        |
| 5 | 5            | "Panic on the Player's Ball Express" "That's Influenza Sucka!"                    | Carl Jones & Justin Ridge   | Brian Ash & Carl Jones         | 12 de agosto de 2012   | 105              | 1.69                   |
| Após lutar contra o que acredita ser uma tentativa de envenenar todos os negros, Black Dynamite contrai uma gripe no fim de semana do Baile dos Jogadores, uma festa anual para cafetões que, este ano, acontece em um trem que atravessa o país, como uma festa à fantasia. No entanto, Leroy Van Nuys (dublado por Snoop Dogg) sequestra o trem na tentativa de se vingar dos cafetões. Com a ajuda do espírito de Sun Tzu (dublado por Christopher "Kid" Reid), Black Dynamite precisa lutar contra a gripe e uma horda de robôs Isaac Washington para salvar seus amigos e cafetões do mundo todo.. Estrelas convidadas: Arsenio Hall, Jonathan Kite, Tim Blake Nelson, Christopher "Kid" Reid, Snoop Dogg, Debra Wilson, Cedric Yarbrough |              |                                                                                   |                             |                                |                        |                  |                        |
| 6 | 6            | "The Shit That Killed the King" "Weekend at Presley's" "Elvis Was a Hero to Most" | Carl Jones                  | Scott Sanders & Carl Jones     | 19 de agosto de 2012   | 107              | 1.454                  |
| O Presidente Nixon (dublado por Jonathan Kite) tenta destruir Black Dynamite inundando a Comunidade Negra com drogas baratas, transformando todos em viciados, mas falha e a Comunidade Negra prospera em favor da Comunidade Branca. Para conseguir o que quer, Nixon envia Elvis Presley (também dublado por Kite) para assumir o comando, mas até o Rei percebe que ele estava errado. Em uma paródia de "Fim de Semana no Bernie's", Elvis aparentemente morre de causas naturais e Black Dynamite e sua turma precisam levá-lo de volta para Graceland antes que sua morte possa ser atribuída a qualquer um e a todos na comunidade negra.. Estrelas convidadas: Arsenio Hall, Orlando Jones, Jonathan Kite                              |              |                                                                                   |                             |                                |                        |                  |                        |
| 7 | 7            | "Flashbacks are Forever" "Apocalypse, This!" "For the Pity of Fools"              | Jong-Sik Nam & Carl Jones   | Michael Jai White & Carl Jones | 26 de agosto de 2012   | 108              | 1.568                  |
| Black Dynamite e sua gangue são designados pela CIA para ir ao Vietnã para impedir que seu antigo camarada Laurence Tureaud (dublado por Aries Spears) reinicie a Guerra do Vietnã, mas seus flashbacks da guerra quase matam seus amigos. Estrelas convidadas: Eric Bauza, Corey Burton, Jonathan Kite, Aries Spears, Debra Wilson |              |                                                                                   |                             |                                |                        |                  |                        |
| 8 | 8            | "Honky Kong!" "White Apes Can't Hump"                                             | Jong-Sik Nam & Carl Jones   | Carl Jones & Brian Ash         | 9 de setembro de 2012  | 109              | 1.423                  |
| Black Dynamite, Bullhorn e Cream Corn trazem Honey Bee ao circo para apreciá-la um pouco mais, mas em uma paródia de King Kong, um gorila branco gigante se apaixona por Honey Bee e a sequestra. Agora, B.D. precisa salvar Honey Bee de Honky Kong antes que o serviço infantil aconteça! Estrelas convidadas: Orlando Jones, Jonathan Kite, Charlie Murphy, Donnell Rawlings, Debra Wilson |              |                                                                                   |                             |                                |                        |                  |                        |
| 9 | 9            | "The Race War!" "Big Black Cannon Balls Run!"                                     | Carl Jones & Nate Clesowich | Byron Keith Minns & Carl Jones | 16 de setembro de 2012 | 106              | 1.637                  |
| Black Dynamite representa a comunidade negra em uma corrida cross-country multirracial e se reencontra com seu antigo carro falante "Eartha K.I.T.T." (uma paródia de Eartha Kitt e KITT dublado por Debra Wilson), sem saber que ele é um peão em mais um dos esquemas diabólicos de dominação mundial do Dr. Wu. Estrelas convidadas: Eric Bauza, Phil LaMarr, Gary Anthony Williams, Debra Wilson |              |                                                                                   |                             |                                |                        |                  |                        |
| 10 | 10           | "Father is Just Another Word for Mother Fucker" "That Seed of Kurtis"             | Kalvin Lee                  | Carl Jones                     | 23 de setembro de 2012 | 110              | 1.453                  |
| Após os eventos de "Pilot or Trouble on Puppet Street", o filho de That Frog Kurtis, That Bastard Kurtis (dublado por J. B. Smoove), executa seu plano de vingança contra Black Dynamite por matar seu pai em rede nacional. Enquanto isso, Black Dynamite finalmente encontra seu pai há muito perdido (dublado por Clifton Powell) e luta para reconstruir o relacionamento. Estrelas convidadas: Arsenio Hall, Clifton Powell, J. B. Smoove, Debra Wilson |              |                                                                                   |                             |                                |                        |                  |                        |

### Temporada 2 (2014–2015)
| N.º geral | N.º na temp. | Título | Dirigido por               | Escrito por                    | Exibição original      | Cód. de produção | Audiência US (milhões) |
| --- | ------------ | --- | -------------------------- | ------------------------------ | ---------------------- | ---------------- | ---------------------- |
| 11 | 1            | "Roots: The White Album" "The Blacker the Community, the Deeper the Roots!" "Those Cotton Pickin' Crackers" | Carl Jones & ByungSan Park | Carl Jones                     | 18 de outubro de 2014  | TBA              | 0.966                  |
| Quando "ROOTS" (a minissérie) vai ao ar e a Comunidade Negra finalmente vê o quão ruim era a escravidão, Al Sharpton (dublado por Godfrey) incita todos a um frenesi de reparação e eles invadem Beverly Hills e Beverly Hills Adjacent para a grande vingança contra a escravidão negra, escravizando todos os brancos que encontrarem! Mas Black Dynamite vê que, já que não se consegue nem manter escravos brancos vivos sem caviar e rúcula, ser senhor de escravos está, na verdade, destruindo a Comunidade Negra. Será que Black Dynamite vai mesmo lutar pela liberdade do Homem Branco? Estrelas convidadas: Eric Bauza, Michael Colyar, Godfrey, Orlando Jones, Jonathan Kite, Debra Wilson, Cedric Yarbrough |              | |                            |                                |                        |                  |                        |
| 12 | 2            | "Black Jaws!" "Finger Lickin' Chicken of the Sea"                                                           | Carl Jones                 | Hugh Moore & Carl Jones        | 25 de outubro de 2014  | TBA              | 1.067                  |
| Uma competição de comida soul leva todos da comunidade negra para a maior festa de praia, mais descolada e mais negra do verão, chamada Blaqua Party. Mas a festa já tinha superado o tubarão quando um tubarão gigante salta e começa a devorar os negros! O Capitão Quinton (dublado por Samuel L. Jackson), o velho e misterioso caçador de tubarões da região, com tapa-olho, diz ao Black Dynamite que não é só Tubarão, é Black Jaws. Tudo o que o Black Dynamite precisa fazer é nadar até lá e matar aquele tubarão, mas espera, o quê? O Black Dynamite não sabe nadar? Droga, isso pode ser um problema de verdade! Estrelas convidadas: Eric Bauza, Samuel L. Jackson, Orlando Jones, Jonathan Kite, Lil' Mo, Charlie Murphy, Donnell Rawlings, Debra Wilson                                                                           |              | |                            |                                |                        |                  |                        |
| 13 | 3            | "The Mean Queens of Halloween" "Warriors Come Out"                                                          | Carl Jones                 | Scott Sanders & Carl Jones     | 1 de novembro de 2014  | TBA              | 0.951                  |
| É Halloween em Los Angeles e Cream Corn convence Black Dynamite e sua turma a irem a uma festa de rua onde, digamos, não há ninguém no armário. Tudo é gay (feliz) e gay (gay) até que Rip Tayles (dublado por John DiMaggio) é assassinado na frente de todos! O atirador invisível incrimina Black Dynamite e sua turma, e agora eles estão em fuga para salvar suas vidas, tentando limpar seus nomes, perseguidos por todas as gangues gays ao sul de West Hollywood! Estrelas convidadas: John DiMaggio, Orlando Jones, Lil' Mo, Gary Anthony Williams, Debra Wilson |              | |                            |                                |                        |                  |                        |
| 14 | 4            | "How Honeybee Got Her Groove Back" "Night of the Living Dickheads"                                          | Carl Jones                 | Ian Edwards                    | 8 de novembro de 2014  | TBA              | 0.727                  |
| Com todos os órfãos em um acampamento de órfãos, um Profanas em ruínas precisa de reparos e prostitutas em ruínas precisam de férias, então Honey Bee leva o harém para a Jamaica para descansar e relaxar. As vadias festejam à vontade, e uma Honey Bee desinteressada recupera o ritmo ao conhecer o único e inigualável Bob Marley! De volta ao Profanas, todos os clientes famintos por sexo se transformam em zumbis excitados tentando entrar no prédio, mas Honey Bee não se importa, ela não vai voltar para casa! Bob Marley (dublado por Chance The Rapper) poderia ser seu final feliz se não fosse por todos esses assassinos com metralhadoras tentando matá-los constantemente! Estrelas convidadas: Erykah Badu, Chance the Rapper, David Alan Grier, Rochelle Jordan, Sean Kingston, Mel B, Christopher "Kid" Reid, Debra Wilson |              | |                            |                                |                        |                  |                        |
| 15 | 5            | "Sweet Bill's Badass Sing-Along Song" "Bill Cosby Ain't Himself"                                            | Carl Jones                 | Byron Keith Minns & Carl Jones | 15 de novembro de 2014 | 207              | 0.904                  |
| Quando o velho amigo do Black Dynamite, o cineasta rebelde "Sweet Sweetback", Melvin Van Peebles (dublado por Kevin Michael Richardson), se prepara para filmar seu próximo filme de "blaxploitation" na comunidade negra, chamado "Black Dynamite (filme) |              | |                            |                                |                        |                  |                        |
| 16 | 6            | "Please Don't You Be His Neighbor" "Mister Rogers' Revenge"                                                 | Carl Jones                 | Scott Fuselier                 | 22 de novembro de 2014 | 202              | 1.003                  |
| No aniversário coletivo dos Órfãos, Black Dynamite os leva para uma gravação de programa com seu homem branco favorito da TV, Mister Rogers (dublado por Corey Burton). Você pensaria que Fred Rogers nunca foi um assassino treinado das Forças Especiais e que definitivamente não sequestraria todos os Órfãos em uma tentativa desvairada de protegê-los de executivos malignos da TV, e é exatamente isso que não acontece! Com a polícia em desvantagem e os Órfãos atrás de defesas de guerrilha, cabe a Black Dynamite invadir o bairro e enfrentar o próprio Mister Rogers! Estrelas convidadas: Eric Bauza, Corey Burton, Jonathan Kite, Lil' Mo, Tim Blake Nelson, Waka Flocka Flame, Debra Wilson |              | |                            |                                |                        |                  |                        |
| 17 | 7            | "American Band Standoff" "The Godfather of Soooul Train" "Get on Your Goodfellas"                           | Carl Jones                 | Michael Jai White & Carl Jones | 29 de novembro de 2014 | 204              | 0.889                  |
| Cream Corn está muito animado com a chance de dançar no Soooooooul Train, a viagem mais descolada dos Estados Unidos, mas Black Dynamite sabe a verdade: o mundo da música é uma batalha cruel até a morte entre o Poderoso Chefão Don Cornelius (dublado por Kevin Michael Richardson) e o assassino Dick Clark do American Bandstand (dublado por Eric Bauza). Cream Corn se torna dançarino do Soul Train e o velho capanga de Don Cornelius, Black Dynamite, percebe que, quando ele pensava que estava fora... eles o puxam de volta. Estrelas convidadas: Eric Bauza, Orlando Jones, Kevin Michael Richardson, Debra Wilson |              | |                            |                                |                        |                  |                        |
| 18 | 8            | "The Hunger Pang Games" "Diff'rent Folks, Same Strokes"                                                     | Carl Jones                 | Jason Van Veen & Carl Jones    | 6 de dezembro de 2014  | TBA              | 0.960                  |
| O Serviço de Assistência Social finalmente descobriu o Whorephanage e os aplicou um aviso de fechamento! Mas tudo bem, porque o rico Sr. Phil Drummond e seus amigos brancos e ricos (todos dublados por Corey Burton) adotam todos os órfãos de uma vez e os levam para um arranha-céu de luxo no céu. Assim que Black Dynamite se conforma com a ausência dos órfãos, ele descobre que o arranha-céu de luxo é, na verdade, uma arena de mata-mata onde os órfãos lutam entre si até a morte por comida! Ele precisa acabar com esses Jogos Vorazes, não importa o quão populares sejam! Estrelas convidadas: Erykah Badu, Corey Burton, Lil' Mo, Cree Summer, Dennis L. A. White, Debra Wilson |              | |                            |                                |                        |                  |                        |
| 19–20 | 9–10         | "The Wizard of Watts" "Oz Ain't Got Shit on the Wiz"                                                        | Carl Jones                 | Carl Jones & Byron Keith Minns | 10 de janeiro de 2015  | TBA              | 1.014                  |
| Neste episódio musical final de uma hora, o único dia de folga de Black Dynamite não poderia ser mais trabalhoso — todos precisam de sua ajuda E uma revolta acontece. Um tijolo na cabeça faz BD alucinar em a Terra Mágica de Oz-Watts, um mundo psicodélico e colorido onde... todos precisam de sua ajuda! Entre conseguir caça para o Espantalho, uma focinheira para o Chifre de Leão e um conjunto de bolas para a Abelha de Lata, B.D. precisa lutar contra a Vadia Malvada do Lado Oeste e chegar ao palácio da Grande e Poderosa Mãe#*?@#$%, ou nunca mais voltará para casa. Estrelas convidadas: Tichina Arnold, Erykah Badu, Eric Bauza, John DiMaggio, Orlando Jones, Tim Blake Nelson, J. B. Smoove, Tyler, the Creator, Gary Anthony Williams, Debra Wilson, Cedric Yarbrough                                                     |              | |                            |                                |                        |                  |                        |